# 古閑富次
古閑 富次（こが ふうじ、生没年不詳）は、幕末の武士、肥後（熊本）藩士。

## 経歴
慶応2年8月12日、薩摩藩の大山綱良（通称・格之助）と共に、高杉晋作と前原一誠（通称・彦太郎）に面し、三条実美の護衛に関する意向を質す際、功山寺挙兵が熊本藩に攻撃を仕掛け、誤解を生んだため、事情を言い弁解し、後に休憩を願われた。